# Impronte di dinosauri di Monte Pelmetto

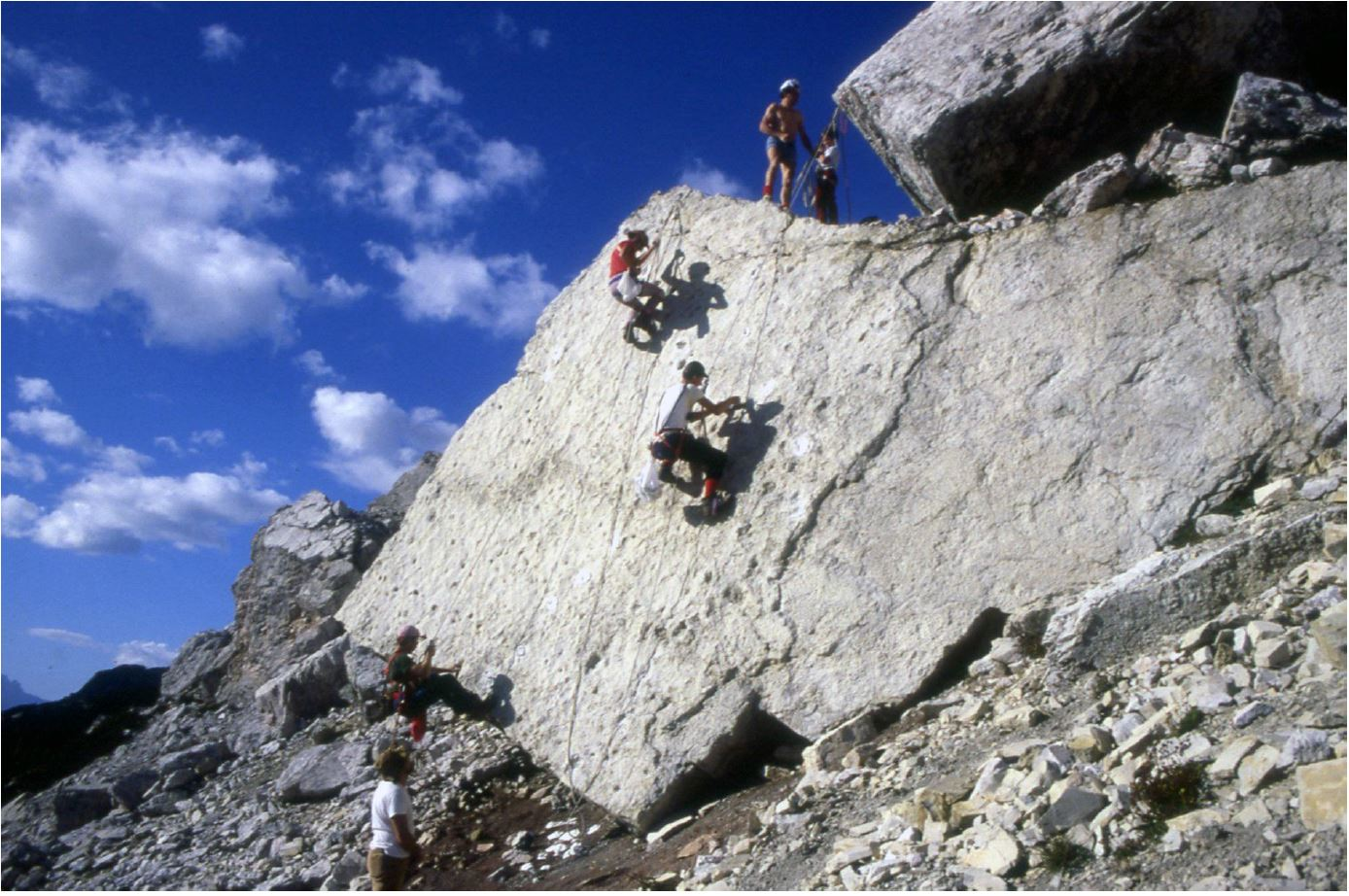
Autunno 1985: il blocco con le tracce mentre viene studiato dai paleontologi

Le impronte di dinosauri di Monte Pelmetto, si trovano sulla superficie di un grande masso (10 metri per 6), proveniente da una vecchia frana che aveva provocato il distacco di rocce triassiche dallo spigolo meridionale del Monte Pelmetto, a quota 2050, in alta Val Zoldana, vicino al Passo Staulanza.

## La scoperta
Le tracce furono notate dal naturalista Vittorino Cazzetta nella prima metà degli anni '80, che aveva osservato sulla superficie di strato di un blocco di dolomia principale esposto nel detrito di falda delle file di "coppette incavate" per le quali era difficile dare lor una spiegazione di origine non legata ad attività animale, per quanto al quel tempo in Italia non erano ancora note tracce o resti fossili ascrivibili con certezza a dinosauri in Italia e quindi le loro prime interpretazioni come tracce fossili di dinosauri furono accolte con scetticismo e incredulità. Il loro riconoscimento e conferma trattarsi di impronte di tracce di deambulazione di dinosauri avvenne dopo che fotografie della piastra furono sottoposte al giudizio degli studiosi della fondazione Ligabue e la scoperta fu ufficializzata nel 1984 con la pubblicazione nel volume "Sulle orme dei dinosauri"
Un calco della superficie rocciosa con le tracce è visibile nel museo civico di Selva di Cadore intitolato a Vittorino Cazzetta.

## Descrizione
Lo studio, ad opera di Paolo Mietto, dell'università' di Padova, ha evidenziato la presenza di un centinaio di impronte; sono osservabili tracce riconducibili almeno a tre diversi dinosauri in movimento sulla piana di marea durante il triassico superiore, ritenuti appartenere al gruppo dei dinosauri carnivori celurosauri, a un primitivo ornitisco e a un grande saurisco erbivoro prosauropode.